# Compte de soutien aux industries de programme
 (janvier 2023).
Si vous disposez d'ouvrages ou d'articles de référence ou si vous connaissez des sites web de qualité traitant du thème abordé ici, merci de compléter l'article en donnant les références utiles à sa vérifiabilité et en les liant à la section « Notes et références ».
Le Compte de soutien aux industries de programme (COSIP) est un fonds monétaire financier géré par le Centre national du cinéma et de l'image animée prélevé en France sur le chiffre d'affaires des chaînes de télévision et des FAI, et redistribué aux sociétés de productions audiovisuelles françaises pour la production d’œuvres originales. Le cinéma n'est pas concerné par cette aide. 
Elle s'applique aux productions audiovisuelles répondant à un intérêt patrimonial dans les genres suivants :
- Fiction
- Animation
- Documentaire de création
- Recréation et captation de spectacles vivants portant sur une œuvre unitaire et autonome

Une aide sélective est également proposée à certains magazines présentant un fort intérêt culturel. 
Ce fonds ne s'applique pas aux programmes de flux. 